# Kraftwerk Boden
Das Kraftwerk Boden ist ein Wasserkraftwerk in der Gemeinde Boden, Provinz Norrbottens län, Schweden, das am Lule älv nahe der Stadt Boden liegt. Es wurde von 1967 bis 1972 errichtet. Das Kraftwerk ist im Besitz von Vattenfall und wird auch von Vattenfall betrieben.

## Absperrbauwerk
Das Absperrbauwerk besteht aus einem Steinschüttdamm mit einer Höhe von 21 m auf der rechten Flussseite, einer Wehranlage mit drei Wehrfeldern in der Mitte und einem Maschinenhaus auf der linken Flussseite. Das Stauziel liegt bei 13,42 m über dem Meeresspiegel.
Von 2006 bis 2007 wurde der Damm verstärkt und die Dammkrone um 1,8 m erhöht, um einem Hochwasser standhalten zu können, das einmal in 10.000 Jahren zu erwarten ist.

## Kraftwerk
Mit dem Bau des Kraftwerks wurde 1967 begonnen; es ging 1972 in Betrieb. Das Kraftwerk verfügt mit zwei Kaplan-Turbinen über eine installierte Leistung von 74 (bzw. 80) MW. Die durchschnittliche Jahreserzeugung liegt bei 455 (bzw. 461 oder 490) Mio. kWh. Die Fallhöhe beträgt 13 m. Der maximale Durchfluss liegt bei 680 m³/s.